# 女用安全套

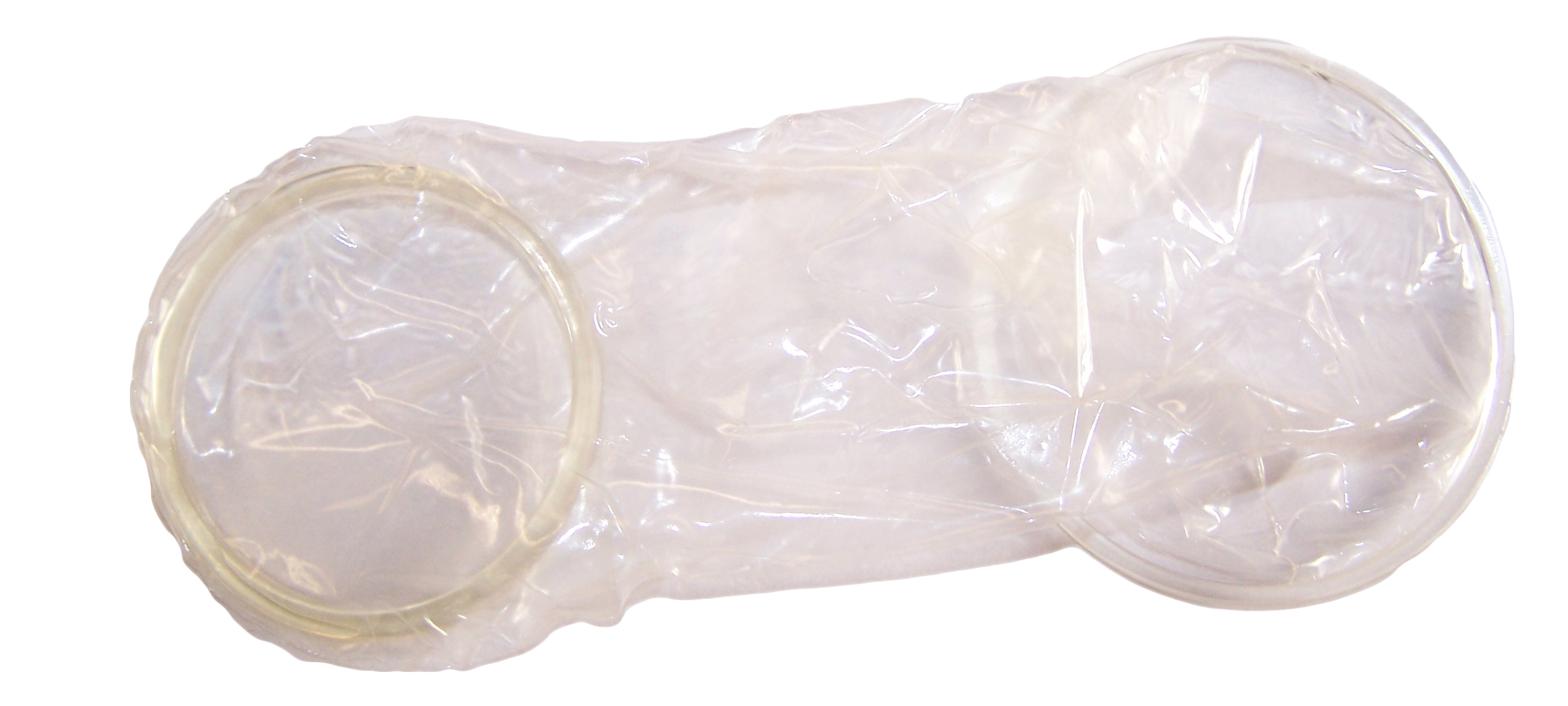
女用安全套

女用安全套（英語：Female Condom，因在英國等市場上市初期使用Femidom的品牌名稱行銷，而成為此類產品的代稱）是一种供女性使用的安全套，同男用安全套一样，是一種一次性使用的可拋式用品。作為男用安全套的替代，女用安全套給予女性自行決定是否要在進行性行為時加強自我保護的權利，這點尤其在其男性伴侶因個人好惡或其他原因而不願意使用安全套時，更顯助益。

## 歷史
女用安全套是丹麥醫生兼發明家拉瑟·赫賽爾在1980年代後期發明，並在1992年時於英國等歐洲國家上市。
女用安全套在推出初期曾短暫掀起一陣熱潮，但卻在短短的幾年之內回歸平淡，在2005年時全英國的銷售佔比甚至低到在國家統計局的相關報告中掛零。針對女用安全套的使用，常見的負面評價包括配戴上沒有男用安全套直覺需額外的練習、在性交過程中會發出材料摩擦的異音、或單純只是在視覺上不太美觀等。
雖然在歐洲等主要市場失利，但女用安全套並沒有完全消失，卻反而在非洲等開發中地區意外地受歡迎。在1990年代末期女用安全套的專利與製造是由美國業者女性健康公司（Female Health Company, FHC）擁有，透過與世界衛生組織（WHO）及聯合國人口基金（UNFPA）等國際組織的合作，FHC以折扣價格大量將女用安全套銷往包括辛巴威在內的非洲國家，以便抑制當地嚴重的愛滋病擴散問題。在2004年至2008年間女用安全套的銷售成長了接近三倍，於全球90個國家賣出3300萬個，但相對於男用安全套，其普及率仍然非常低。
除了握有產品專利的FHC外，全球尚有多家不同的企業有在生產與製造用途類似的商品。

## 外觀與材料
女用安全套的外觀像是放大版的男用安全套，外面涂有润滑剂，但不似男用安全套只有開口端處有環狀的肋圈，女用安全套在開口端與頂點端都各自有一個肋圈支撐。在剛推出時，一代的女用安全套（FC1）是採聚氨酯（PU）製作而成，但在2005年時FHC宣佈將開始在美國以外的市場推出改採合成腈材質製造的二代產品「FC2」，以便大幅降低產品的製造成本以符合開發中國家的市場需求，並自2007年起實際開始銷售FC2。
相對於男用安全套大部分都是使用乳膠為原料，女用安全套因為使用聚氨酯或是腈作為材料，比起一般乳膠套導熱性和韌度更好。除此之外這些非乳膠材料也能提供一些對乳膠過敏的人適當的替代方案。

## 使用方法

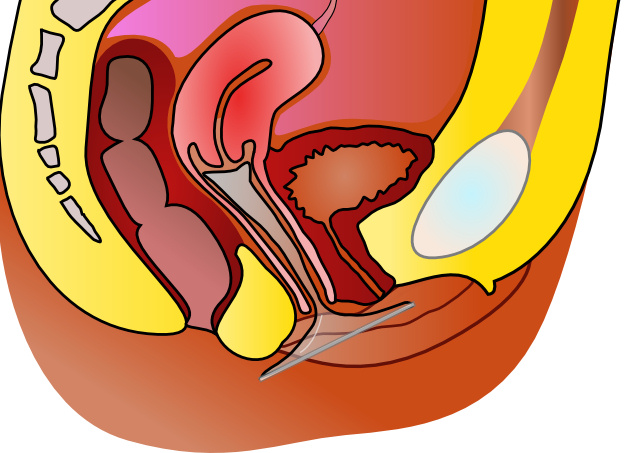
女用安全套的放置位置。

将女用安全套放入在女性的阴道或肛門，女用安全套的封闭端覆盖在宫颈上，就可以得到避孕、预防疾病的效果。

## 外部連結
- （英文）保險套/女用保險套的使用（页面存档备份，存于）（瑞士拯救愛滋組織（德语：Aids-Hilfe Schweiz））